# Love Is on the Air
Love is on the Air è un film del 1937 diretto da Nick Grinde, con Ronald Reagan e June Travis, insieme a Eddie Acuff, Robert Barrat, Raymond Hatton e Willard Parker.
Questo è l'esordio cinematografico di Reagan.